# 馬鈴薯 (漫画家)
馬鈴薯（ばれいしょ、8月9日 - ）は、日本の漫画家。埼玉県出身。主に成人向け漫画を執筆している。
以前はカワタユウコ名義でペルソナなどのゲームアンソロジーを描いており、2007年に現在の名義で変更した。
同人サークル「芋畑」としても活動している。
2014年4月、『電撃マオウ』6月号（アスキー・メディアワークス）から山口ミコトが原作を務める『真夜中のX儀典』の連載を開始し、2017年1月号で終了した。

## 作品リスト

### 成人向け漫画
1. 『うらはら』[7] 2009年5月31日発売、ワニマガジン社〈ワニマガジンコミックススペシャル〉、ISBN 978-4-86269-087-6
2. 『ちんちんかもかも』[8] 2011年2月1日発売[9]、ワニマガジン社〈ワニマガジンコミックススペシャル〉、ISBN 978-4-86269-157-6
3. 『かわいげ』[10] 2014年2月28日発売[11]、ワニマガジン社〈ワニマガジンコミックススペシャル〉、ISBN 978-4-86269-293-1
  - ちえりの／ちえりんこ／OPEN THE PRICE!／不実な事情／嘘つきVIOLET／つけがみさま／かわいげ／OH!Shock事件／タマ、頭を良くしてあげよう／トンかの!／帰らない女／身体の中にある棘
4. 『放課後ヘヴン』 2020年12月15日発売[12]、ワニマガジン社〈ワニマガジンコミックススペシャル〉、ISBN 978-4-86269-751-6
  - アンラッキースケベ先生 （COMIC快楽天 2017年10月号）
  - 放課後Disclosure （COMIC快楽天 2019年9月号）
  - まさかさかさま （COMIC快楽天 2016年12月号）
  - 放課後DOWN THE DRAIN （COMIC快楽天 2017年3月号）
  - 放課後Killing time （COMIC快楽天 2017年6月号）
  - かえってきたアンラッキースケベ先生 （COMIC快楽天 2020年6月号）
  - 塩田先輩は塩対応 （COMIC快楽天 2019年12月号）
  - あかりちゃんはちょっとかなりバカ （COMIC はぴにんぐ Vol.3）
  - ちちばなれ （COMIC快楽天 2014年5月号）
  - 飛んでモルディブ （COMIC快楽天 2019年1月号）

### 一般向け漫画
- 原作：山口ミコト『真夜中のX儀典』 KADOKAWA〈電撃コミックスNEXT〉、全4巻
  1. 2014年12月20日発売[13]、ISBN 978-4-04-866991-7
  2. 2015年6月27日発売[14]、ISBN 978-4-04-865173-8
  3. 2016年2月27日発売[15]、ISBN 978-4-04-865723-5
  4. 2017年1月27日発売[16]、ISBN 978-4-04-892622-5